# Frasnay (Châtillon)
Pour les articles homonymes, voir Frasnay.
Frasnay ou Frasnay-les-Chatillon est une ancienne paroisse de la Nièvre jusqu'en 1790. Brièvement élevée en commune à la Révolution française, elle est devenue avant 1794 un hameau de Châtillon-en-Bazois.